# Trodena nel parco naturale
Trodena nel parco naturale (en allemand, Truden im Naturpark) est une commune italienne d'environ 1 000 habitants située dans la province autonome de Bolzano dans la région du Trentin-Haut-Adige dans le nord-est de l'Italie.

## Administration
| Période                                  | Période | Identité | Étiquette | Qualité |
| ---------------------------------------- | ------- | -------- | --------- | ------- |
|                                          |         |          |           |         |
| Les données manquantes sont à compléter. |         |          |           |         |

### Hameaux
Fontanefredde, Molini di Trodena, San Lugano

### Communes limitrophes
Les communes limitrophes sont  Aldino, Anterivo, Capriana, Montagna sulla Strada del Vino et Ville di Fiemme.